# Robel Bernárdez
Robel Bernárdez Martínez (* 8. Juni 1972 in Santa Fe) ist ein ehemaliger honduranischer Fußballspieler, welcher auf seiner Position im Mittelfeld aktiv war.

## Karriere

### Spieler

#### Klub
Nach seiner Zeit beim Platense FC schloss er sich Mitte 1999 dem CD Motagua an. Diesen verließ er nach zwei Meistertiteln im Sommer 2003 und war fortan für den CD Marathón aktiv. Nach einem weiteren Jahr bei den UNAH Pumas ließ er seine Karriere bis Mitte 2008 bei Atlético Olanchano ausklingen.

#### Nationalmannschaft
Sein Debüt in der honduranischen A-Nationalmannschaft gab er am 22. Juni 1996 bei einem 1:0-Freundschaftsspielsieg über Venezuela. Dort stand er in der Startelf und wurde zur zweiten Halbzeit für Germán Enrique Reneau ausgewechselt. Nach einer Vielzahl an weiteren Freundschaftsspieleinsätzen im Laufe des Jahres kam er im September auch noch bei einem Qualifikationsspiel für die Weltmeisterschaft 1998 zum Einsatz. Nach gut einem Jahr ohne weiteren Einsatz gehörte er schließlich dem Kader beim Gold Cup 1998 an, wo er auch in beiden Partien seiner Mannschaft zum Zug kam. Zu seinen nächsten Einsätzen kam er beim UNCAF Nations Cup 1999, wo sich seine Mannschaft für den Gold Cup 2000 qualifizierte; dort fehlte er dann jedoch im Kader.
Es dauerte knapp zwei Jahre, bis er wieder einen Einsatz im Nationaltrikot bekam. Diesmal im Februar 2001 während der finalen Qualifikationsphase für die Weltmeisterschaft 2002. Sein nächstes Turnier war die Copa América 2001, bei welcher er in zwei Gruppen- sowie allen weiteren Spielen seiner Mannschaft zum Einsatz kam. Am Ende konnte er mit seinem Team das Spiel um den dritten Platz gewinnen. Nach zwei weiteren WM-Qualifikationsspielen sowie drei Freundschaftsspielen im Folgejahr kam er danach nicht mehr in der Nationalmannschaft zum Einsatz.